# Lodewijk Johannes Timmermans

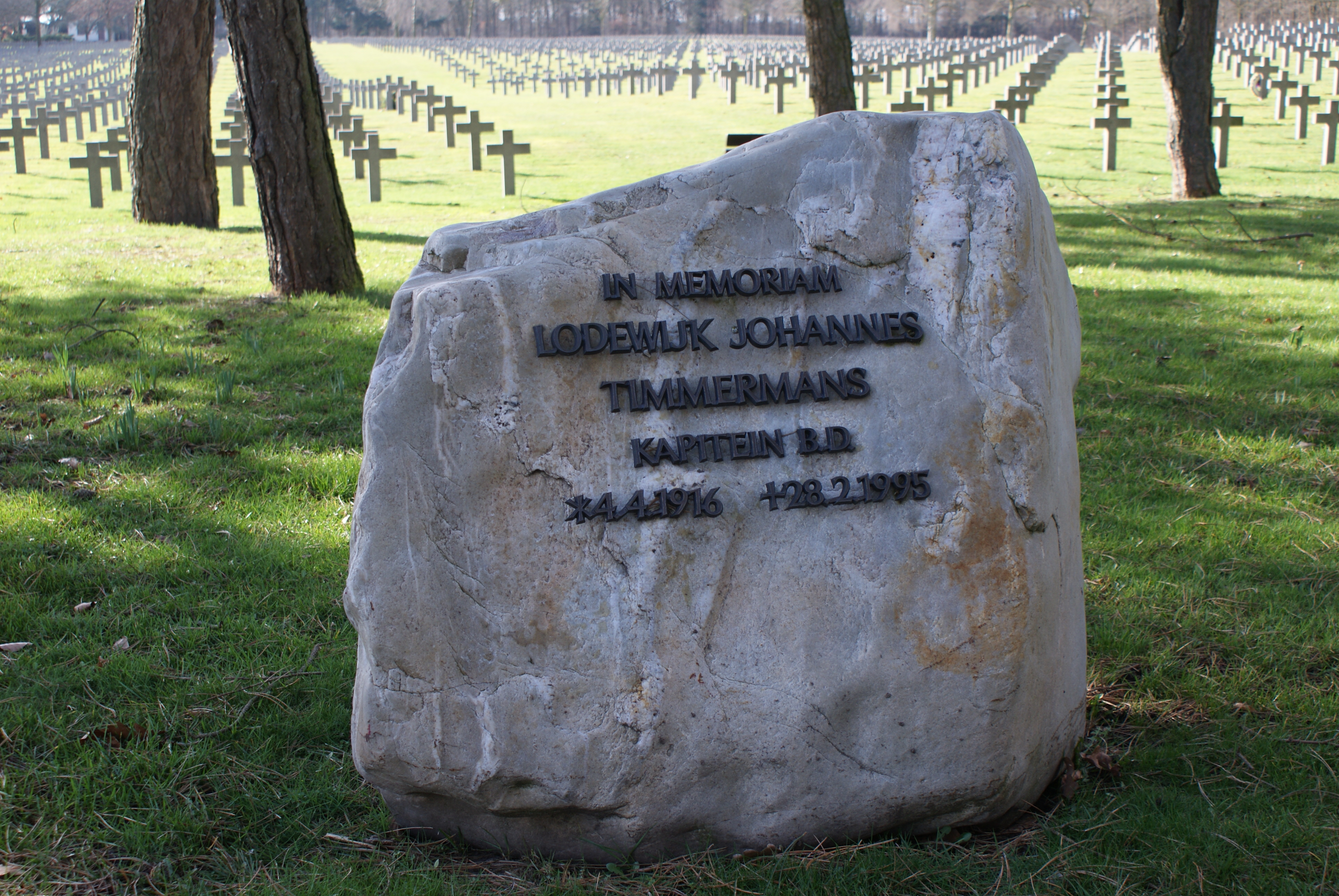
Herdenkingssteen voor Kapitein L.J. Timmermans op de Duitse militaire begraafplaats in Ysselsteyn

Lodewijk Johannes Timmermans (Arcen, 4 april 1916 - Nijmegen, 28 februari 1995) was een Nederlandse militair en verzetsstrijder.

## Tweede Wereldoorlog
L.J. Timmermans deed als vrijwillig-dienstplichtige dienst in het Nederlandse leger tijdens de meidagen van 1940. Na de capitulatie en een korte periode van krijgsgevangenschap ging hij net als 300.000 andere Nederlandse militairen met de zegen van Hitler met groot verlof en trad hij in dienst bij de douane met als standplaats Alphen (Noord-Brabant). Hij dook vanaf juli 1943 onder bij zijn zuster in Venray na van de Duitse bezetter een oproep te hebben gekregen om opnieuw in krijgsgevangenschap te gaan waarna mogelijk de Arbeitseinsatz wachtte. Timmermans verleende in zijn tijd bij de douane op bescheiden schaal hulp aan Franse krijgsgevangenen en Joodse onderduikers die hij de grens met België over hielp.   
Na de bevrijding van Zuid-Nederland kwam hij via het ingestelde Militair Gezag op 27 november 1944 weer in militaire dienst. Een kortstondige opleiding door Britse militairen in mijn- en munitieberging stoomde hem klaar voor de First Dutch Bomb Disposal Companie. Hij werd op 15 maart 1945 gepromoveerd tot tijdelijke reserve  2de luitenant en fungeerde als sectiecommandant bij de Compagnie Bomopruiming der Nederlandse strijdkrachten.
Nog geen week na zijn aanstelling, op 23 maart 1945, raakte hij bij het zogenaamde prodderen (het prikken in de grond op zoek naar mijnen) gewond door de ontploffing van een Duitse Shü-Mine of houtmijn. Het ongeluk vond plaats in het Noord-Brabantse Alphen (tegenwoordig Alphen-Chaam). 
Bij het ongeluk verloor hij deels het zicht in beide ogen. In het 20ste Canadian General Hospital in Turnhout (B) waarin hij nadien werd verpleegd, werd hij bevorderd tot tweede luitenant. Hij kwam in het militaire hospitaal naast Canadese, Nederlandse, Amerikaanse en Belgische soldaten, ook gewonde Duitse krijgsgevangen tegen. Hij raakte bevriend met een Duitse soldaat, in het burgerleven een boerenzoon uit de omgeving van de Bodensee. Na zijn eigen herstel bleef de Duitse soldaat Timmermans en andere gewonde geallieerde militairen waar mogelijk ondersteunen. De door de oorlog gevoede vooroordelen die Timmermans had ten opzichte van Duitsers kantelden door die vriendschap.
De band die hij ontwikkelde met de Duitse soldaat werd hem door zijn superieuren en kameraden niet in dank afgenomen, maar bepaalde mede zijn latere inzet voor het realiseren van een centrale Duitse militaire begraafplaats op Nederlandse bodem. Het opzetten, inrichten en onderhouden van het 'vijandige' ereveld in Ysselsteyn geldt als het moeizame begin van de Nederlands-Duitse naoorlogse verzoening.
Timmermans sloot zijn militaire carrière in 1976 af als kapitein bij de Dienst Identificatie en Berging en beheerde als kommandant de Duitse militaire begraafplaats in Ysselsteyn. In die functie ontmoette hij o.a. Bondskanselier Willy Brandt en Bondspresident Heinemann.
Timmermans overleed in 1995. Zijn laatste wens was dat zijn as werd uitgestrooid over de begraafplaats, wat ook werd gedaan. Ter herinnering is nabij de centrale herdenkingsplaats van het ereveld een grote zwerfkei met opschrift geplaatst.
De identiteit van de Duitse soldaat is ondanks veler inspanningen nimmer achterhaald.

## Onderscheidingen
- Ridder in de Orde van Oranje Nassau
- Oorlogsherinneringskruis met de gesp Krijg te land 1940-1945
- Tevredenheidsbetuiging Ministerie van Oorlog, Hoofddirecteur personeel
- Bundesverdienstkreuz 1e Klasse (Bondsrepubliek Duitsland) in naam van Bondspresident Adenauer
- Zilveren medaille van verdienste, Nederlandse Rode Kruis
- Gewondenstreep
- Officierskruis voor langdurige dienst als officier
- Goldenes Ehrenzeichen Verdienstenkreuz 1e Klasse, Oostenrijk
- Goldenes Ehrennadel des Volksbundes, Bondsrepubliek Duitsland

## Trivia
- Timmermans was in de jaren zestig lid van de Katholieke Volkspartij in Venray, maar stapte in 1966 over naar de Partij van de Arbeid die hij mede hielp oprichten, een niet te onderschatten politieke klus in het Roomse zuiden. Voor die partij zat hij tot 1973 in de gemeenteraad.
- Ondanks zijn slechte zicht nam Timmermans vlak voor zijn pensionering rijlessen; hij heeft zijn rijbevoegdheid echter nooit behaald.